# Сегин, Хуан Непомусено
Хуа́н Непомусе́но Сеги́н (исп. Juan Nepomuceno Seguín, 27 октября 1806, Сан-Антонио — 27 августа 1890 или 27 августа 1889, Нуэво-Ларедо) — техано, герой Техасской революции.

## Биография

### Молодость
Хуан Сегин родился в техасском городе Сан-Антонио-де-Бехар 27 октября 1806 года. Потомок француза Гийома Сегюна (Guillaume Séguin), переселившегося в 1700 г. из Парижа в мексиканский город Агуаскальентес (Aguascalientes). Гийом женился на испанке Крус, родившей ему четверых сыновей.
Хуан был старшим из двух сыновей в семье Хуана Хосе Марии Эрасмо Сегина и Марии Хосефы Бесерры (Becerra). Хотя его образование было недолгим, отец настоял, чтобы Хуан научился писать и читать. Проявлял Хуан и некоторый интерес к музыке.
В возрасте девятнадцати лет Хуан женился на Марии Гертруде Флорес де Абрего из видной бехарской семьи. У них было десять детей.
Приобщаться к общественной работе Сегин начал смолоду, помогая отцу в его почтовом офисе, позже служил в местном Конгрессе в 1823-1824 годах. Избрание Сегина олдерменом в декабре 1828 года стало свидетельством его недюжинного потенциала. Позднее работал в различных избирательных комитетах вплоть до своего избрания алькальдом в декабре 1833 года. На протяжении большей части 1834 года, совмещал эту должность с постом политического руководителя департамента Бехар, после того как предшествующий руководитель заболел и вышел в отставку.

### Участие в Техасской революции
Ещё подростком в Мексике Хуан проявлял сильный интерес к политике. И, весьма критически относясь к своему сверстнику Антонио Лопесу де Санта-Анне, с радостью присоединился к Техасской революции, чтобы избавить Техас от власти Санта-Анны. После битвы при Гонсалес в октябре 1835 года, Стивен Ф. Остин произвёл Сегина в чин капитана и поставил его во главе роты из тридцати семи человек. Осенью того же года его рота была задействована в разведке и снабжении революционной армии, а 5 декабря участвовала в штурме Бехара. Затем Сегин возглавил отряд из двадцати пяти теханос, сражавшихся на техасской стороне в битве за Аламо. Поскольку Сегин владел испанским, ему было проще пройти мексиканские патрули вокруг осаждённой крепости, — и он был направлен нарочным с сообщением о том, что техасцы «не сдадутся и не уйдут». Сегин доставил письмо техасским войскам. И вернулся в Аламо — но к этому моменту форт уже пал под ударами армии Санта-Анны. Там он организовал погребение останков защитников Аламо с военными почестями.
Позднее Сегин командовал пехотной ротой в битве при Сан-Хасинто. Присутствовал при мексиканской капитуляции в Сан-Антонио 4 июня 1836 года, наблюдал за выводом мексиканских войск. До осени 1837 года оставался военным комендантом Бехара, уйдя в отставку в конце года в связи с назначением в Техасский Сенат.

### После революции
В сенате Сегин был единственным техано, пробыв в его составе на протяжении второго, третьего и четвёртого созывов. Там он служил в комитете счетов и исков, и — несмотря на недостаточное знание английского языка — в комитете по военным делам. Среди его законодательных инициатив следует отметить перевод законов Техасской республики на испанский.
В 1841 году Сегин стал мэром Сан-Антонио. В этой должности он оказался впутанным в растущую неприязнь между англоязычными поселенцами и мексикано-техасцами. Кроме того, столкнулся с личными проблемами, нажив врагов при распределении земельных наделов.
В конце концов, Сегин был вынужден оставить свой пост из-за преследований, которым подвергался в связи с деятельной защитой прав теханос. Кроме того, недруги обвинили его в пособничестве мексиканской армии
В 1842 году он бежал в Мексику, дабы «найти убежище среди врагов», где был арестован — и насильно призван в мексиканскую армию, офицером. В дальнейшем сражался против Техаса и Соединённых Штатов в американо-мексиканской войне.
Сегин периодически возвращался после этих событий в Техас, где был избран мировым судьёй в округе Бехар на два срока, в 1852 и 1854 годах, и окружным судьёй в округе Уилсон в 1869 году. В конце концов, он поселился в Нуэво-Ларедо, Тамаулипас, Мексика, где его сын Сантьяго был мэром. Там он и скончался 27 августа 1890 года. В 1974 году его останки были перевезены в Техас и торжественно перезахоронены 4 июля 1976 года, в городе Сегин, названном в его честь.

## Память
- В его честь назван город Сегин в штате Техас.
- В сериале Восстание Техаса[англ.] (2015 г.) его сыграл Рауль Мендес.